# Rue du Mouton
La rue du Mouton, est une voie de circulation de la commune française de Colmar.

## Situation et accès
Cette voie de circulation, d'une longueur de 90 m se trouve dans le quartier centre.
On y accède par la Grand-Rue, la rue Mangold et la place de la Cathédrale.
Cette voie n'est pas desservie par les bus de la TRACE.